# كريس بندلتون
كريس بندلتون (بالإنجليزية: Chris Pendleton)‏ هو مصارع رياضي أمريكي، ولد في 21 يناير 1982.